# Rhyacophila yosiiana
Rhyacophila yosiiana là một loài Trichoptera trong họ Rhyacophilidae. Chúng phân bố ở miền Cổ bắc.